# Spiljski lav
 Ovo je glavno značenje pojma Spiljski lav. Za druga značenja pogledajte Spiljski lav (razdvojba).
Panthera Leo spelaea  ili P. spelaea, poznatiji kao europski spiljski lav, izumrla je podvrsta lava. 

## Obilježja
Bio je jedan od najvećih lavova. Kostur odraslog mužjaka, pronađen 1985., imao je ramena na visini od 1,2 metra i dužine tijela od 2,1 metra bez repa. To je slično današnjem lavu .Težili su oko 400 kilograma. Prema fosilima i primjerima iz pretpovijesne umjetnosti, imali su zaobljene, izbočene uši, čupav rep, a možda i pruge. Živjeli su od oko prije 370.000 do prije 10.000 godina. Bio je jedan od ključnih članova pleistoceske faune u Euroaziji.